# جون غرين
جون مايكل غرين (في 24 أغسطس 1977) وهو مؤلف أمريكي لخيال الشباب والكبار ومدون على اليوتيوب ومعلم. فاز بجائزة البرينتز عام 2006 عن روايته الأولى  ووصل للمركز الأول في قائمة النيويورك تايمز لأفضل الكتب مبيعا.

## أول مراحل حياته والمهنة
ترعرع غرين في اورلاندو، فلوريدا  قبل انخراطه في مدرسة انديان سبرينق وهي مدرسة نهارية خارج حدود برمنغقهام، الباما. تخرّج من كلية كنون في 2000 حيث تخصص في الدراسات الإنجليزيّة والدينيّة. عمل غرين كمرشد روحي مدرسي بعد تخرجه لمدة خمسة أشهر في مشفىً للأطفال  والتحق بجامعة شيكاغو وفي الوقت ذاته الهمته خبرته في العمل مع أطفال مصابون بأمراض تهدد حياتهم لكتابة «الخطأ في نجومنا» على الرغم من انه لم يكن يحضر فعليًا في الجامعة، عاش غرين لعدة سنوات في شيكاغو حيث عمل في صحيفة "مراجعة الكتب وقائمة الكتب" كمساعد محرر للنشر والإنتاج أثناء كتابة «البحث عن ألاسكا»، وبينما كان هناك راجع المئات من الكتب خصوصا ادب الخيال، والإسلام، والتوائم المتلاصقين. وقام أيضًا بنقد العديد من الكتب لمراجعة كتب نيويورك تايمز وكتب للإذاعة الوطنية العامة في برنامج "كل الأشياء معتبرة"، و(WBEZ) ومحطة، وومحطة إذاعة شيكاغو العامة. وقد عاش غرين في نيويورك لمدة سنتين في حين كانت زوجته تحضر للدراسات العليا.

## كتاباته
نشرت دار دوتون للاطفال روايته الأولى «البحث عن ألاسكا» في عام 2005. وهي رواية مدرسية ورومانسية للمراهقين وكانت مستوحاة إلى حد كبير من وقته الذي قضاه في مدرسة انديان سبرنق. وفاز بسببها بجائزة ميشيل برينتز من جمعية المكتبات الأمريكية والتي اقرت بأنه «أفضل كتاب كتب للمراهقين لهذه السنة والمبني كليا على جدارته الأدبية» ووضعت هذه الرواية أيضا على القائمة السنوية لجمعية المكتبات الأمريكية لأفضل عشرة كتب لأدب الشباب. اشترى بارامونت حقوق تحويل الرواية إلى لفلم في عام 2005 والذي قام أيضا بتعيين جوش سكوارتز ككاتب سيناريو ومخرج. بعد خمس سنوات، اخبر غرين معجبيه بأنه اعجب كثيرا بسيناريو الفلم ولكن يبدو ان بارامونت لم يعد مهتما. وفي عام 2011 واصلت مبيعات «البحث عن ألاسكا» في الارتفاع وابدى غرين مشاعر مختلطة فيما يخص الفلم والذي من الممكن ان يهدد مشاعر القراء وارتباطهم الخاص تجاه الرواية  وفي عام 2012 وصلت الرواية إلى قائمة النيويورك تايمز لأفضل الكتب مبيعا للأطفال.
وكانت «وفرة من كاثرين» رواية غرين الثانية (دوتون،2006) في مركز الوصيف لدى جوائز البرنتز والمركز النهائي في جائزة لوس انجلس تايمز للكتاب.
تعاون غرين مع زملائه روائيين ادب الشباب ماوريين جونسون ولورين في رواية «ليت ات سنو» (سبييك 2008) والتي تتكون من ثلاثة قصص مترابطة في مدنية صغيرة في عشية عيد الميلاد خلال عاصفه ثلجية. وكانت «معجزة شيرتاستيك في عيد الميلاد» هي القصة التي كتبها. ووصل الكتاب للمركز العاشر في قائمة النيويورك تايمز لأفضل الكتب مبيعاَ في غلاف ورقي للاطفال في السابع والعشرون من نوفمبر عام 2009.
تم إصدار رواية غرين الثالثة «بلدات ورقية» في السادس عشر من اوكتوبر من عام 2008  ووصلت للمركز الخامس في قائمة النيويروك تايمز لأفضل الكتب مبيعا للاطفال  وقد تم اعطاء حقوق الفلم لمانديت بيكتشرز والسيد مد  وتعيين قريين لكتابة السيناريو. وتم منح رواية «بلدات ورقية» جائزة ادقار لأفضل رواية للشباب في الثلاثين من أبريل في عام 2009  وجائزة كورين للادب في عام 2010.
اشترك غرين مع صديقه ديفيد ليفيثان وهو أيضا كاتب للشباب في كتابة «ويل غرايسون، ويل غرايسون» (دوتون،2010) وكانت الوصيفه لكلتا جوائز جمعية المكتبات الأمريكية السنوية؛ جائزة الكتاب ستونوول للتفوق في مجال المثليات والمثليون والمزدوجون جنسيا والمتحولون جنسيا وادب الأطفال والشباب ، وجائزة اوديسي للتميز في الإنتاج المسموع. و ظهر غرين في أول ستة حلقات من بودكاست «سمارت ماوثز» لمناقشة رواية «ويل غرايسون، ويل غرايسون».
واكد غرين في 2009 انه بصدد كتابة رواية جديده بعنوان «التتمة»  بتاريخ نشر متوقع في 2011. ولكنه أعلن تراجعه عن كتابة هذه الرواية في مدونة مرئية. واعلن روايته الخامسة «الخطأ في نجومنا» رسميا في الثامن والعشرون من يونيو 2011 وتم إصدارها في العاشر من يناير 2012. ووضح غرين في عرض مباشر على برنامج اليوتيوب، ان بعضا من أجزاء رواية «التتمة» تم إعادة صياغتها في «الخطأ في نجومنا». ووقع جون غرين جميع الطبعات المائة وخمسون الفاً الاولية فضلا عن ان زوجته واخاه تركوا ادوارهم الخاصة ياتي وانلقرفش (والمعروفة باسم هانكلرفش) على التوالي. واحتلت رواية «الخطا في نجومنا» المركز الأول في قائمة النيويورك تايمز لأفضل الكتب مبيعا للاطفال لاسابيع من التاسع والعشرين من يناير والخامس من فبراير من عام 2012.

## المدونة المرئية الاخوية
المقالة الاصلية: المدونة المرئية الاخوية

### مشروع الاخوية
يدير جون غرين واخاه هانك مشروع مدونة الفيديو «الأخوية». وتم تشغيل المشروع الأصلي في الأول من يناير وحتى الواحد والثلاثون من ديسمبر 2007 على افتراض ان الاخوين سيتوقفان عن جميع اشكال التواصل النصي لمدة سنة وسيكتفون بمدونات الفيديو والتي ستتوفر للعامة على برنامج اليوتيوب (حيث يعرفان أيضا بفلوقبروثرز) وأيضا على موقع الاخوية.

### المدونة المرئية الاخوية ومابعدها
كشف الاخوين في مقطع فيديو في الواحد والثلاثين من ديسمبر 2007 عزمهم الاستمرار في التدوين بالرغم من انتهاء المشروع. وفي متابعة لنهاية مشروع الاخوية تم إنشاء موقع لجماهيرهم في http://www.nerdfighters.com .
وانشئ الثنائي أيضا مشروعا فرعيا للمدونة المرئية «تروث اور فيل» وهي عبارة عن لعبة كان يقدمها هانك في الاغلب إضافة إلى العديد من الضيوف.
وصنع الكاتب المشهور ماوريين جوهانسن مقاطع فيديو إلى العاشر من فبراير 2010 بدلا من قريين والذي كان في إجازة ابوية في الواحد والعشرون من يناير 2010. وكانت تدوينة جون الوحيدة آنذاك في الثامن والعشرون من يناير حيث كان يقرأ من رواية «الحارس في حقل الشوفان» لجي دي سالينجر كمديح وتحية للمؤلف، وعادة مايُقارن مايلز القاص في رواية «البحث عن ألاسكا» بهولدن كولفيد القاص في رواية «الحارس في حقل الشوفان».
قدم قريين ابنه هنري في الخامسة عشر 2010 ابان عودته للتدوين.
وابتداء من 2012 بدأ غرين واخاه سلسلة فيديو تعليمية قصيرة الاجل بعنوان «دورة مكثفة». وفيما بين شهري يناير ونوفمبر من عام 2012 , قام جون بتعليم التاريخ واخاه هانك الاحياء. وبدأ جون وهانك في نوفمبر 2012 بتعليم مقررين جددين وهما الأدب وعلم البيئة. وفي بداية 2013 بدأ جون وهانك بتعليم مقررين جددين أيضاً وهما التاريخ الأمريكي والكيمياء.

## فدكون
المقالة الاصلية: فدكون
الفود كون هو مؤتمر سنوي متخصص في فيديوهات الإنترنت حيث انشئ جون غرين واخاه هانك غرين هذا المؤتمر استجابة لنمو مجتمع فيديوهات الإنترنت. وصرح هانك، «نريد ان نجمع مجتمع الفيديو على الإنترنت معاً في مكان واحد وفي عالم حقيقي في نهاية الاسبوع. انه احتفال لهذا المجتمع وفيه عروض وحفلات موسيقية ولكنه أيضا اجتماع لمناقشة توسع هذا المجتمع» ويسترعي هذا الحدث العديد من مستخدمي اليوتيوب المعروفين ومعجبيهم وتوفير مجال لهذا المجمتع للتفاعل. ويتضمن هذا الحدث أيضا مؤتمر صناعي للأفراد والشركات العاملة في مجال فيديوهات الإنترنت. وتمت استضافة أول فدكون في شهر يوليو 2010. وعقد فدكون الثاني في الثامن والعشرون وحتى الثلاثين من يوليو 2011. اما فدكون الثالث فكان من الثامن والعشرون وحتى الثلاثين من يونيو 2012.

## المشروع الرائع
المقالة الاصلية: المشروع الرائع
قدم جون وهانك مشروعاً خيرياً في 2007 بعنوان «المشروع الرائع»  وهو ان ياخذ مستخدمي اليوتيوب يومان عادة السابع عشر والثامن عشر من ديسمبر لإنشاء فيديوهات للترويج للأعمال الخيرية والمنظمات غير الربحية من اختيارهم. وجمعا مامقداره 483,446 دولار متخطين توقعاتهم والتي كانت حوالي 100,000 دولار.

## الحياة الشخصيّة
يقيم غرين حاليا في انديانابوليس، انديانا مع زوجته سارة (والمعروفة أيضا ب«ياتي» في فيديواته والتي كانت لا تظهر على الكاميرا بناء على طلبها) ومع ابنه هنري وكلبه من المرتفعات الغربية واسمه ويلي (فايربول ويلسون روبرتس). ولد غرين في انديانابوليس وفقا لمدخل تدوينته في السادسة عشر من مارس ولكن عائلته انتقلت بعد ثلاثة اسابيع من ولادته. وعاش أيضا في شرق لانسينق، ميشيقن: برمنغقهام، الباما: اورلاندو، فلوريدا: شيكاغو، اللنويس: ونيويورك.
واعلن عن قدوم مولوده الثاني في محادثة جماعية على قووقل+ مع الرئيس باراك اوباما في الرابعة عشر من فبراير 2013 عندما كان يسأل الرئيس عن ماذا يسمي الطفل اما الينور أو اليس. ورفض الرئيس الإجابة. على اية حال، اخبر الرئيس غرين بان يذكر طفله بان لا ينسى بان يكون رائعا (معاد صياغتها من شعار المدونة المرئية الاخوية) مما اثار دهشة وسرور غرين وزوجته.

## أعماله

### كتبه
- البحث عن ألاسكا 2005
- وفرة من كاثرين 2006
- مدائن ورقية 2008
- لت ات سنو: ثلاثة اجازات رومانسية مع ماورين جونسون ولورين مايرسل 2008
- ويل قرايسون، ويل قرايسون مع ديفيد لفيثن 2010
- ما تخبئه لنا النجوم 2012

### قصص قصيرة
- «التكلفة التقريبية لحب كارولين»، قيل مرتين: قصص اصلية مستوحاة من الأعمال الفنية الاصلية عن طريق سكوت هنت (2006)
- «الأمريكي العظيم مورب» ديفيد ودانيال 2007
- «فريك ذا جييك» قصص من سرب الاذكياء 2009
- «الأسباب» ماذا تتمنى 2011
- «دبل اون كول» وقصص أخرى قصيرة 2012

### أخرى
- «ثيسيسنوتوم»، رواية تفاعلية مخفية وراء الاحجيات 2009 [34][35]
- «زومبكورنس»، وهي رواية المشاع الإبداعي على الإنترنت مرخصة عن الزومبي 2010 [36]
- «حرب ضفتي الجزيرة» وهي تتمة «لزومبكورنس» نشرت عبر الإنترنت للمتبرعين للمشروع 2012 [37][38]
- «التتمة» وهي رواية غير منتهية والتي تم إعادة صياغة الكثير منها في رواية «الخطأ في نجومنا» والحروف الستة الألف الاولية متحاة للمتبرعين عبر الايميل.

## روابط خارجية
- جون غرين على موقع IMDb (الإنجليزية)
- جون غرين على موقع مونزينجر (الألمانية)
- جون غرين على موقع ميوزك برينز (الإنجليزية)
- جون غرين على موقع قاعدة بيانات الفيلم (الإنجليزية)